# Lingua tashawit
La lingua tashawit è una lingua berbera parlata in Algeria, parlata nel massiccio montuoso dell'Aurès.
Secondo Ethnologue altri nomi di questo idioma sono chaouia, chawi, shawia, shawiya, tacawit e tachawit.

## Distribuzione geografica
Le province algerine in cui si parla tashawit sono: Batna, Khenchela, Souk Ahras, Oum el-Bouaghi, Tébessa, Costantina, Sétif, e la parte nord della provincia di Biskra. 
Circa il numero di locutori, non esistono stime certe, anche perché non è possibile valutare con precisione l'influsso dell'arabizzazione che ha investito in maniera piuttosto consistente alcune parti dell'Aurès, in particolare le sue città. Una valutazione ad opera di Salem Chaker nel 1990 stimava che il numero dei parlanti doveva oscillare tra 850.000 e 1.900.000. Ethnologue invece riporta una stima di 1.400.000 locutori datata 1993.

## Storia
G. Mercier (1896) osservava che il nome che gli indigeni davano a se stessi era Qebayl, mentre la lingua era designata haqbaylith; il termine shawia con cui erano e sono tuttora conosciuti viene dall'arabo ed era considerato "quasi ingiurioso", significando pressappoco "pecore, capre". Il termine si è però diffuso e attualmente i locutori non hanno difficoltà a parlare di sé come shawi e della propria lingua come tashawit.

### Classificazione
Secondo Ethnologue, la classificazione della lingua tashawit è la seguente:
- Lingue afro-asiatiche
  - Lingue berbere
    - Lingue berbere settentrionali
      - Lingue zanata
        - Lingua tashawit (shy)

## Fonologia
Dal punto di vista fonetico, il tashawit appartiene ai parlari "a tendenza spirante", vale a dire che presenta, di norma, una spirantizzazione delle occlusive "semplici" (ad eccezione di b). Accanto a questi ben noti fenomeni di spirantizzazione si aggiunge inoltre una marcata tendenza a trasformare t morfologica (per esempio nei prefissi dei nomi femminili) in h, fino alla scomparsa completa (per esempio. "donna" = hamettuth/amettuth, risp. a tamettut di altri parlari), il che finisce per avere conseguenze anche sulla morfologia.
Il sistema vocalico sembra comprendere tre soli fonemi vocalici: /i/, /a/, /u/. Come in molti altri parlari del nord, sembra che [ə] non abbia un ruolo fonologico ma serva soprattutto a permettere la costituzione di una sillaba in mancanza di vocali fonologiche.

## Grammatica
Il tashawit condivide con gli altri parlari del gruppo zanata la tendenza alla caduta della vocale iniziale dei nomi maschili (e di quella che segue t- o h- nei nomi femminili) quando essa è seguita da una sola consonante. Si ha dunque fus per afus "mano", thfukth per tafukt "sole", ecc.
Per quanto riguarda l'opposizione di "stato" nel nome, essa è presente in tashawit, ma in modo meno regolare che altrove, e in diversi casi si vede usare lo stato libero dove ci si attenderebbe quello d'annessione. Un'altra caratteristica interessante è che in tashawit talora la vocale u tipica dello stato d'annessione maschile viene utilizzata anche dai nomi femminili, per esempio ɣer tuxxamt e non ɣer texxamt "verso casa".

## Sistema di scrittura
Per la scrittura vengono impiegati l'alfabeto arabo, l'alfabeto latino e il tifinagh.

## Letteratura

### Canzoni
Come in Cabilia, anche nell'Aurès esistono numerosi cantanti che si esprimono in berbero. Si possono ricordare, tra gli altri: Aissa Djermouni (1886-1946), Ali El Khencheli (1914-2004), Beggar Hadda (1920-1996), Massinissa (n. a Merouana 1967), Amirouche, Markunda Aurès, Mihoub (n. a Timsounin 1961), Djo, Salah Boumaaraf,  Djimi Mazigh, Nadia Tachawith, Dihya, Hamid Belbech, Groupe Thiguyeres, Smail Ferrah,  gruppo Your ("la luna"), Houria Aichi, Aissa Brahimi, Nouari Nezzar, Katchou ("la Quercia", n. a Batna 1964), Thaziri ("Chiarore di luna", n. 1956), Mourad Sid.

## Film
Nel clima di sviluppo di una cinematografia in lingua berbera, che all'inizio ha coinvolto soprattutto la regione della Cabilia, cominciano ad apparire anche film in altre varietà di berbero algerino, in particolare in tashawit. Il primo film, La maison jaune, coproduzione franco-algerina, opera del regista Amor Hakkar, del 2007, che ottiene grande successo, vincendo diversi festival cinematografici internazionali.